# Імператор Ґо-Комацу
Імператор Ґо-Комацу (яп. 後小松天皇, ごこまつてんのう, ґо-комацу тенно; 1 серпня 1377 — 1 грудня 1433) — 100-й Імператор Японії, синтоїстське божество, 6-й Імператор Північної династії. Роки правління: 24 травня 1382 — 5 жовтня 1412. Ім'я перекладається як «Пізній Комацу», що дає змогу низці дослідників рахувати його як Комацу II.
З 1911 року в японській історіографії Імператори Південної династії почали вважатися представниками головної лінії Імператорського Дому, тому Імператор Ґо-Комацу, за якого обидві династії були об'єднані, став 100-м Імператором Японії. До того часу року Імператори Північної династії розглядалися як законні спадкоємці Імператорського Дому, відповідно Імператор Ґо-Комацу називався 6-м Імператором Північної династії, 100-м Імператором Японії.

## Біографія
Старший син імператора Ґо-Ен'ю. Його матір'ю була Іцуко, донька палацового міністра Сандзьо Кінтади. При народженні звався Мотохіто. 1381 року призначено спадкоємцем трону. 1382 року після зречення батька стає новим імператором. Під час інтронизації відбувся конфлікт між Ґо-Ен'ю і сьогуном Асікаґа Йосіміцу, оскільки перший не бажав ділити з останнім право очолювати цю церемонію. Зрештою Ґо-Ен'ю відмовився її проводити, але усі обряди було здійснено під орудою сьогуна. Це ще більше підкреслило фактичну слабкість імператорської влади в сьогунаті Муроматі. 1383 року Ґо-Ен'ю зовсім відсторонено від будь-якої можливості впливати на Ґо-Комацу в якості верховного імператора.
1392 року сьогун вплинув на імператора Ґо-Камеяму з Південної династії, який на той час мав можливості продовжувати спротив, зректися влади на користь Ґо-Комацу та передати останньому священні скарби (угода Мейтоку). Також було домовлено, що Північний і Південний двори чергуватимуться на троні. Однак у 1412 році, коли імператор Ґо-Комацу зрікся престолу, угоду було скасовано, і наступником став його син, принц Міхіто (відомий як імператор Сьоко), а всі наступні імператори походили з Північного двору.
Невдовзі через відсутність синів у імператора Сьоко вирішив зробити спадкоємцем трону Фусіні-но-сія Садафусу (онука імператора Суко), всиновивши того. Але це викликало невдаволення Сьоко, який змусив Садафусу стати буддійським ченцем. 1426 року Ґо-Комацу наказав скласти «Хонто Коін Соунроку» (Записи про правління імператорської родини), щоб скласти генеалогію імператорської родини. 1428 року був одним з тих, хто все ж переконав хворого на той час імператора, всиновити Хікохіто, сина Садафуси. Після сходження останнього на трон як імператор Ґо-Ханадзоно Ґо-Комацу знову набув статусу верховного імператора.
1431 року став буддійським ченцем без попередження для оточуючих, що викликало невдоволення сьогуна Асікаґа Йосінорі, який вирішив передати посаду верховного імператора Садафусі. Зі смертю 1433 року Ґо-Комацу система інсей фактично припинила своє існування.

## Генеалогічне дерево
|  |  |           |           |           |           |           |           |  |  |              |              |              |              |              |              |  |  |             |             |             |             |             |             |  |  | Харухіто            |                     |                     |                     |                     |                     |  |  |                    |                    |                    |                    |                    |                    |  |  |  |  |
|  |  |           |           |           |           |           |           |  |  |              |              |              |              |              |              |  |  |             |             |             |             |             |             |  |  |                     |                     |                     |                     |                     |                     |  |  |                    |                    |                    |                    |                    |                    |  |  |  |  |
|  |  |           |           |           |           |           |           |  |  |              |              |              |              |              |              |  |  |             |             |             |             |             |             |  |  |                     |                     |                     |                     |                     |                     |  |  |                    |                    |                    |                    |                    |                    |  |  |  |  |
|  |  | (1) Коґон | (1) Коґон | (1) Коґон | (1) Коґон | (1) Коґон | (1) Коґон |  |  | (3) Суко     | (3) Суко     | (3) Суко     | (3) Суко     | (3) Суко     | (3) Суко     |  |  | Йосіхіто    | Йосіхіто    | Йосіхіто    | Йосіхіто    | Йосіхіто    | Йосіхіто    |  |  | Садафуса            | Садафуса            | Садафуса            | Садафуса            | Садафуса            | Садафуса            |  |  | (102) Ґо-Ханадзоно | (102) Ґо-Ханадзоно | (102) Ґо-Ханадзоно | (102) Ґо-Ханадзоно | (102) Ґо-Ханадзоно | (102) Ґо-Ханадзоно |  |  |  |  |
|  |  | (1) Коґон | (1) Коґон | (1) Коґон | (1) Коґон | (1) Коґон | (1) Коґон |  |  | (3) Суко     | (3) Суко     | (3) Суко     | (3) Суко     | (3) Суко     | (3) Суко     |  |  | Йосіхіто    | Йосіхіто    | Йосіхіто    | Йосіхіто    | Йосіхіто    | Йосіхіто    |  |  | Садафуса            | Садафуса            | Садафуса            | Садафуса            | Садафуса            | Садафуса            |  |  | (102) Ґо-Ханадзоно | (102) Ґо-Ханадзоно | (102) Ґо-Ханадзоно | (102) Ґо-Ханадзоно | (102) Ґо-Ханадзоно | (102) Ґо-Ханадзоно |  |  |  |  |
|  |  |           |           |           |           |           |           |  |  |              |              |              |              |              |              |  |  |             |             |             |             |             |             |  |  |                     |                     |                     |                     |                     |                     |  |  |                    |                    |                    |                    |                    |                    |  |  |  |  |
|  |  | (2) Комьо | (2) Комьо | (2) Комьо | (2) Комьо | (2) Комьо | (2) Комьо |  |  |              |              |              |              |              |              |  |  |             |             |             |             |             |             |  |  |                     |                     |                     |                     |                     |                     |  |  | Садацуне           | Садацуне           | Садацуне           | Садацуне           | Садацуне           | Садацуне           |  |  |  |  |
|  |  |           | (2) Комьо | (2) Комьо | (2) Комьо | (2) Комьо | (2) Комьо |  |  |              |              |              |              |              |              |  |  |             |             |             |             |             |             |  |  |                     |                     |                     |                     |                     |                     |  |  | Садацуне           | Садацуне           | Садацуне           | Садацуне           | Садацуне           | Садацуне           |  |  |  |  |
|  |  |           |           |           |           |           |           |  |  |              |              |              |              |              |              |  |  |             |             |             |             |             |             |  |  |                     |                     |                     |                     |                     |                     |  |  |                    |                    |                    |                    |                    |                    |  |  |  |  |
|  |  | Тьодзьохо | Тьодзьохо | Тьодзьохо | Тьодзьохо | Тьодзьохо | Тьодзьохо |  |  | (4) Ґо-Коґон | (4) Ґо-Коґон | (4) Ґо-Коґон | (4) Ґо-Коґон | (4) Ґо-Коґон | (4) Ґо-Коґон |  |  | (5) Ґо-Ен'ю | (5) Ґо-Ен'ю | (5) Ґо-Ен'ю | (5) Ґо-Ен'ю | (5) Ґо-Ен'ю | (5) Ґо-Ен'ю |  |  | (6 / 100) Ґо-Комацу | (6 / 100) Ґо-Комацу | (6 / 100) Ґо-Комацу | (6 / 100) Ґо-Комацу | (6 / 100) Ґо-Комацу | (6 / 100) Ґо-Комацу |  |  | (101) Сьоко        | (101) Сьоко        | (101) Сьоко        | (101) Сьоко        | (101) Сьоко        | (101) Сьоко        |  |  |  |  |
|  |  |           | Тьодзьохо | Тьодзьохо | Тьодзьохо | Тьодзьохо | Тьодзьохо |  |  | (4) Ґо-Коґон | (4) Ґо-Коґон | (4) Ґо-Коґон | (4) Ґо-Коґон | (4) Ґо-Коґон | (4) Ґо-Коґон |  |  | (5) Ґо-Ен'ю | (5) Ґо-Ен'ю | (5) Ґо-Ен'ю | (5) Ґо-Ен'ю | (5) Ґо-Ен'ю | (5) Ґо-Ен'ю |  |  | (6 / 100) Ґо-Комацу | (6 / 100) Ґо-Комацу | (6 / 100) Ґо-Комацу | (6 / 100) Ґо-Комацу | (6 / 100) Ґо-Комацу | (6 / 100) Ґо-Комацу |  |  | (101) Сьоко        | (101) Сьоко        | (101) Сьоко        | (101) Сьоко        | (101) Сьоко        | (101) Сьоко        |  |  |  |  |
|  |  |           |           |           |           |           |           |  |  |              |              |              |              |              |              |  |  |             |             |             |             |             |             |  |  |                     |                     |                     |                     |                     |                     |  |  |                    |                    |                    |                    |                    |                    |  |  |  |  |
|  |  | Дзюнсінай | Дзюнсінай | Дзюнсінай | Дзюнсінай | Дзюнсінай | Дзюнсінай |  |  |              |              |              |              |              |              |  |  |             |             |             |             |             |             |  |  |                     |                     |                     |                     |                     |                     |  |  | Оґава              | Оґава              | Оґава              | Оґава              | Оґава              | Оґава              |  |  |  |  |
|  |  | Дзюнсінай | Дзюнсінай | Дзюнсінай | Дзюнсінай | Дзюнсінай | Дзюнсінай |  |  |              |              |              |              |              |              |  |  |             |             |             |             |             |             |  |  |                     |                     |                     |                     |                     |                     |  |  | Оґава              | Оґава              | Оґава              | Оґава              | Оґава              | Оґава              |  |  |  |  |